# Макабулос, Франсиско
Франсиско Макабулос-и-Солиман (1871—1922) — участник Филиппинской революции и последующей войны с американцами.

## Биография
Родился 17 сентября 1871 года в Ла-Пасе, провинция Тарлак в семье Алехандро Макабулоса и Грегории Солиман. С раннего возраста Макабулос проявлял лидерские качества, занимая должности в местной администрации, прежде чем присоединиться к революционному движению.

### Революция
В 1896 году он вступил в тайное революционное общество Катипунан через одного из его основателей, Ладислао Диву. Макабулос организовал группы повстанцев в Тарлаке, что сделало его важной фигурой в борьбе за независимость.
В 1898 году он временно провозгласил независимое революционное правительство в Тарлаке и создал собственную "Конституцию Макабулоса, " которая служила руководством для управления на его территории. Это был шаг к структурированию борьбы за свободу. Он подписал соглашение в Биак-на-Бато (1897), которое временно приостановило боевые действия. Однако Макабулос возобновил борьбу через несколько месяцев, полагая, что мирное соглашение не отвечает интересам народа.
После испано-американской войны Макабулос продолжил сопротивление американской оккупации, командуя силами в провинциях Пампанга и Тарлак. Он был сторонником генерала Антонио Луны, но позже сдался американцам в 1900 году.

### Поздняя жизнь
После окончания революции Макабулос сосредоточился на мирной политике, вступив в различные партии и занимая должности на местном уровне, включая пост мэра. Он умер 30 апреля 1922 года, оставив наследие как один из героев борьбы за независимость Филиппин.